# Mark Hamill
Mark Richard Hamill (Oakland, California, 25 de septiembre de 1951) es un actor de cine, televisión, voz, director, productor y escritor estadounidense. Es conocido por interpretar a Luke Skywalker en la serie de películas Star Wars, ganando tres premios Saturn por el papel. Sus otras apariciones en películas incluyen Corvette Summer (1978) y The Big Red One (1980). Hamill también ha aparecido en el escenario en varias producciones teatrales, principalmente durante la década de 1980.
Es un actor de doblaje prolífico que ha interpretado personajes en muchas series de televisión animadas, películas y videojuegos. Hamill es conocido por su papel de larga data como el Joker de DC Comics, comenzando con Batman: The Animated Series (1992-1994), Fire Lord Ozai en Avatar: The Last Airbender (2005-2008) y Skips en Regular Show (2010-2017).

## Biografía
Hamill nació el 25 de septiembre de 1951 en California y creció en Virginia, Nueva York y Japón. Su madre era el ama de casa Virginia Suzanne (de soltera Johnson) y su padre, William Thomas Hamill, era capitán en la Armada de los Estados Unidos. Tiene seis hermanos, entre ellos dos hermanos, Will y Patrick, y cuatro hermanas, Terry, Jan, Jeanie, y Kim. Su padre era de ascendencia inglesa, escocesa, irlandesa y galesa y su madre era mitad sueca y mitad inglesa. Desde su juventud, debido a la carrera de su padre, la familia se mudó en numerosas ocasiones, y Hamill posteriormente asistió a diferentes escuelas. En sus años de primaria, fue a la Walsingham Academy y a Poe Middle School. A los once años, se trasladó a la manzana 5900 de Castleton Drive en San Diego, California, donde asistió a Hale Junior High School. Durante su primer año en la James Madison High School, su familia se mudó a Virginia, donde asistió a Annandale High School. En su primer año, su padre estaba destinado a viajar a Japón, donde Hamill asistió y se graduó de Nile C. Kinnick High School en la base naval de Yokosuka y fue miembro del Club de Drama. Más tarde se matriculó en Los Angeles City College y se especializó en drama.
El 17 de diciembre de 1978, se casó con Marilou York, una higienista dental, en una ceremonia civil privada. Con motivo de esta unión, Mark y Marilou tienen 3 hijos; Nathan, Griffin y Chelsea. También tiene un nieto por parte de Nathan.

## Trayectoria cinematográfica

### Principios cinematográficos

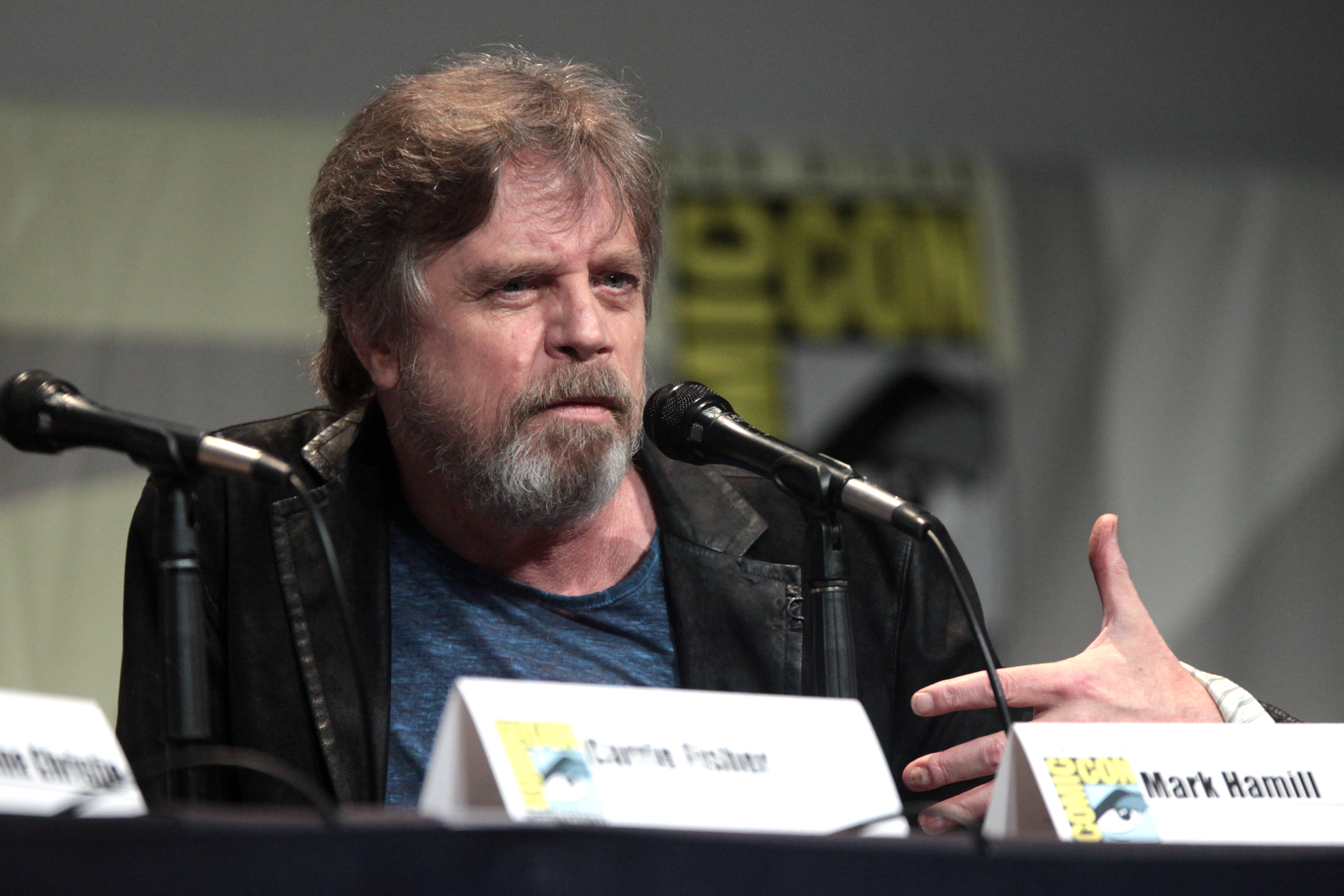
Mark Hamill en la Convención Internacional de Cómics de San Diego, en California, presentando Star Wars: Episodio VII - El despertar de la Fuerza en julio de 2015.

La carrera temprana de Hamill incluyó un papel recurrente en la telenovela General Hospital, y un papel protagónico en la comedia de situación de corta duración The Texas Wheelers. Interpretó al hijo mayor, David, en el episodio piloto de Eight Is Enough, aunque el papel fue interpretado más tarde por Grant Goodeve. También tuvo apariciones especiales en The Bill Cosby Show, The Partridge Family, Room 222 y One Day at a Time. Apareció en múltiples películas de televisión como The City, y Sarah T. - Portrait of a Teenage Alcoholic.

### Guerra de las Galaxias
Robert Englund fue a una audición para un papel en Apocalypse Now, cuando cruzó el pasillo donde se llevaban a cabo las audiciones para Star Wars de George Lucas. Después de ver las audiciones por un tiempo, se dio cuenta de que Hamill, su amigo, sería perfecto para el papel de Luke Skywalker. Le sugirió a Hamill que hiciera una audición para el papel; Al final resultó que, el agente de Hamill ya había organizado la audición que le dio el papel.

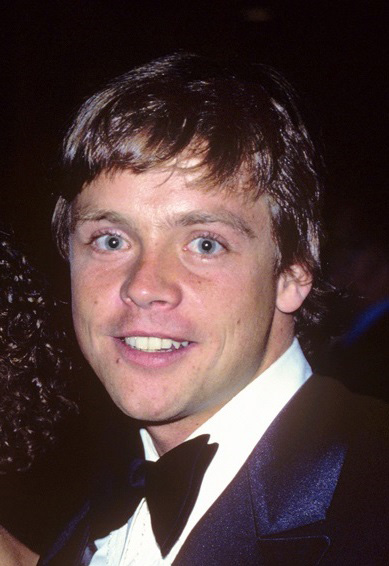
Hamill en la premier de Star Wars: Episodio IV - Una nueva esperanza en 1978.

Lanzado en mayo de 1977, Star Wars fue un éxito enorme e inesperado y tuvo un gran efecto en la industria cinematográfica. Hamill también apareció en el menos exitoso Star Wars Holiday Special en 1978 y más tarde protagonizó las exitosas secuelas The Empire Strikes Back y Return of the Jedi. Durante el tiempo entre las dos primeras películas, Hamill estuvo involucrado en un grave accidente automovilístico, fracturándose la nariz y el pómulo izquierdo. Se difundieron falsos rumores de que necesitaba una cirugía plástica en la cara. Para ambas secuelas, Hamill fue honrado con el Premio Saturn al Mejor Actor otorgado por la Academia de ciencia ficción, fantasía y películas de terror.
Hamill repitió el papel de Luke Skywalker para las dramatizaciones de radio de Star Wars y The Empire Strikes Back. Para el drama de radio El retorno del Jedi, el papel fue interpretado por un actor diferente.
Las ediciones de El héroe de las mil caras de Joseph Campbell (que influyó en Lucas mientras desarrollaba las películas) fueron emitidas después del lanzamiento de Star Wars en 1977 y utilizaron la imagen de Hamill como Luke Skywalker en la portada.
Hamill regresó al universo de Star Wars en 2014, cuando interpretó al antiguo Lord Sith Darth Bane, en el último episodio de la sexta temporada de la serie animada The Clone Wars. Fue nominado a un premio Daytime Emmy por su actuación.
Con la adquisición de Lucasfilm por parte de The Walt Disney Company, se anunció un comunicado de prensa de Disney de que habría más películas de Star Wars comenzando con The Force Awakens, que se estrenó el 18 de diciembre de 2015. Inicialmente, tanto Disney como Hamill se mostraron tímidos sobre si Hamill sería un miembro del elenco de The Force Awakens. Se informó que a Hamill se le había asignado un nutricionista y un entrenador personal para trabajar antes de la producción. En septiembre de 2013, el amigo de Hamill, Robert Englund, confirmó que «tienen a Mark en el gimnasio porque Mark regresará como Luke Skywalker»." A pesar de tener una facturación superior, Hamill solo aparece brevemente al final de la película (sin diálogo) en una configuración de suspenso para la secuela.
Hamill interpretó de nuevo a Skywalker en Star Wars: The Last Jedi, estrenada el 15 de diciembre de 2017. Hamill inicialmente fue crítico de su propio papel en la película, afirmando que él y el director Rian Johnson tenían «una diferencia fundamental» en la caracterización de Skywalker. Hamill luego expresó su arrepentimiento por haber hecho esas declaraciones, calificando a la película como una «gran de todos los tiempos», y repitió su papel de Skywalker nuevamente en Star Wars: The Rise of Skywalker.
Hamill también tiene un breve cameo vocal en The Last Jedi como droide, así como en los spin-offs Rogue One y Solo: A Star Wars Story en papeles no revelados, por los que fue acreditado como «William M. Patrick» y «Patrick Williams».
Hamill fue rejuvenecido
 digitalmente para repetir su papel de Luke Skywalker en el final de la segunda temporada de la serie de Disney+ The Mandalorian.

### Otros proyectos

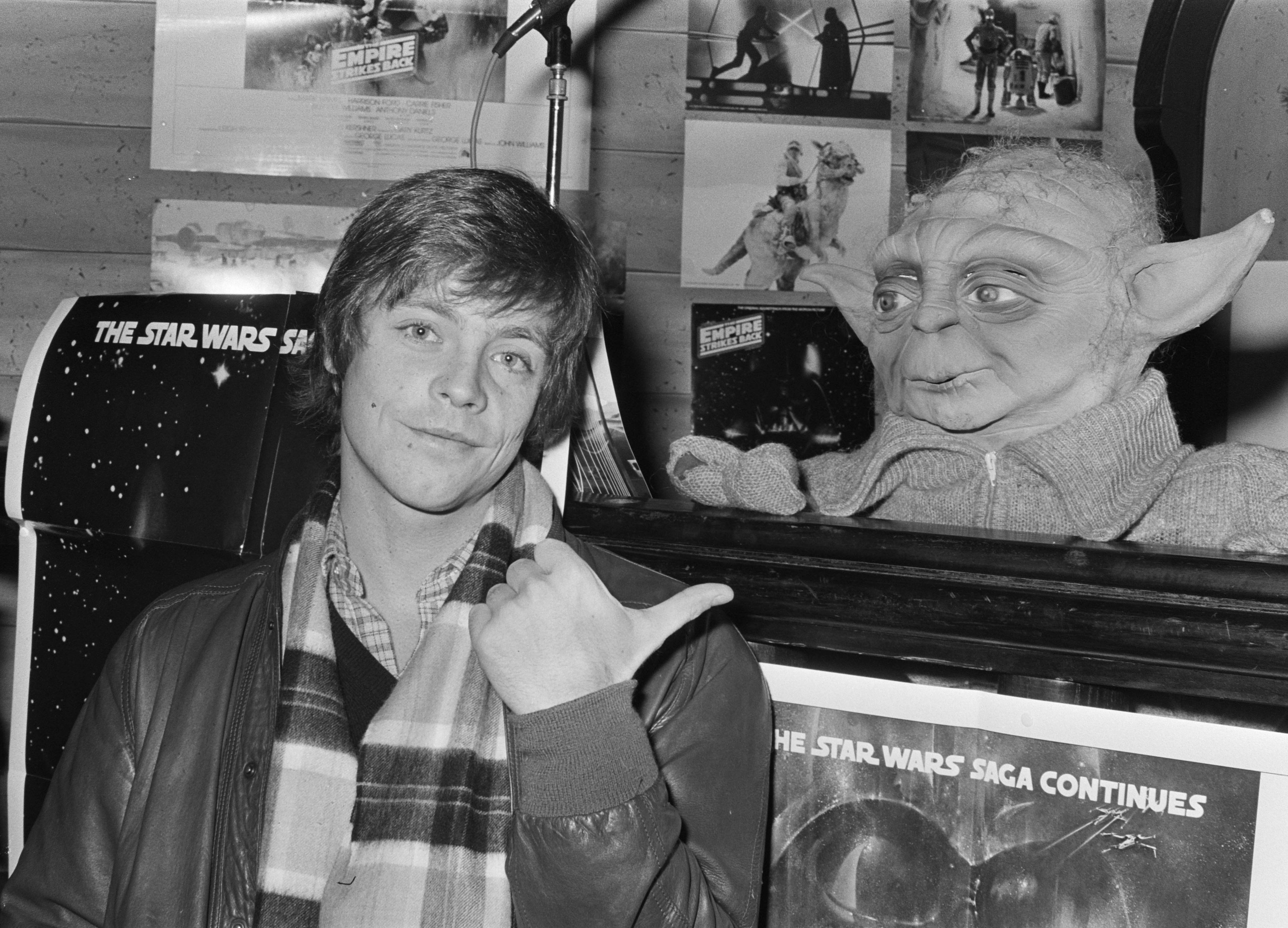
Mark Hamill en Ámsterdam en 1980.

Después del éxito de Star Wars, Hamill descubrió que el público lo identificaba muy de cerca con el papel de Luke Skywalker, después de lo cual se convirtió en un ídolo adolescente y apareció en portadas de revistas para adolescentes como Tiger Beat y otras. Él intentó evitar el  typecasting al aparecer en Corvette Summer (1978) y la película más conocida de la Segunda Guerra Mundial The Big Red One (1980). En 1980, también hizo una aparición especial en The Muppet Show, como él mismo y como Luke Skywalker en The Stars of Star Wars; este episodio también fue protagonizado por los personajes de la saga C-3PO y R2-D2 que estaban junto a él en la búsqueda de Chewbacca. Otras apariciones en películas en esta época incluyen The Night the Lights Went Out in Georgia (1981) y Britannia Hospital (1982). Para distanciarse aún más de su primer papel de gran éxito, Hamill comenzó a actuar en Broadway, protagonizando obras como The Elephant Man en 1979, Amadeus en 1983, Harrigan 'N Hart en 1985 (por la que recibió un premio Drama Desk), Room Service en 1986 y The Nerd en 1987-1988. Cuando Amadeus fue adaptado al cine en 1984, Hamill hizo una audición para repetir el papel en la pantalla grande, pero perdió el papel ante Tom Hulce. Un ejecutivo del estudio les dijo a los productores de la película: «No quiero a Luke Skywalker en esta película». Hizo apariciones en televisión en un episodio de 1986 de Amazing Stories y un episodio de 1987 de Alfred Hitchcock Presents.
Hamill regresó al cine después de una pausa de seis años con la película de ciencia ficción Slipstream (1989). Continuó protagonizando películas a lo largo de la década de 1990, incluso en películas como el thriller Midnight Ride (1990), The Guyver (1991), la nueva versión de la película homónima estrenada en 1995, Village of the Damned, y la película de acción sueca ''Hamilton (1998). Hamill apareció en la película de 2001 como el supervillano Cocknocker, un papel que parodia tanto a él mismo como a los roles que ha interpretado en el pasado. Jay and Silent Bob Strike Back.

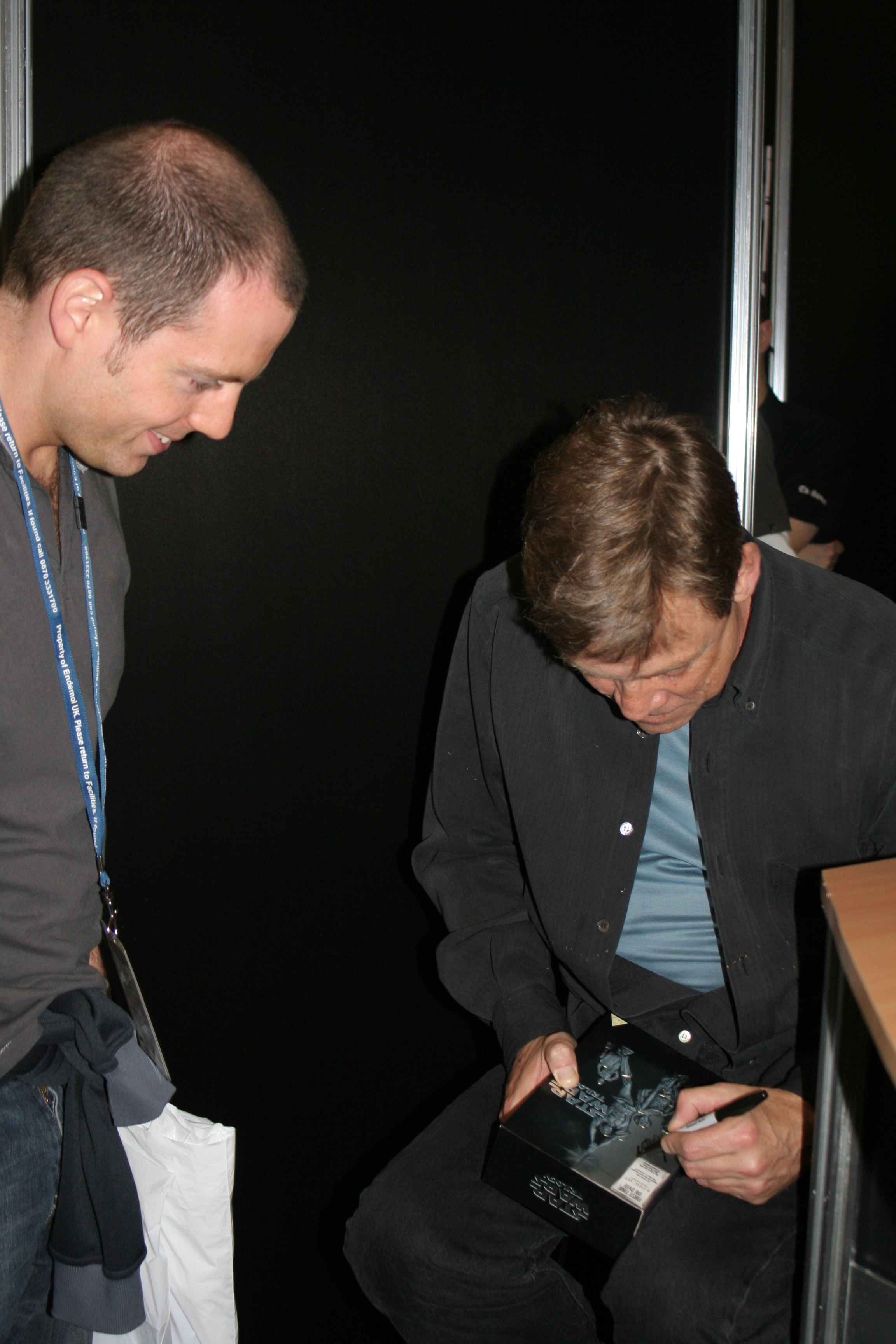
Mark Hamill firmando autógrafos, durante la celebración de los 30 años de la entrega de Star Wars (2007).

Apareció como invitado en dos episodios como Trickster en la serie de televisión de acción en vivo de 1990 de The Flash. Hizo apariciones especiales en MADtv, donde interpretó al padre separado de la Sra. Swan, y apareció en Saturday Night Live interpretándose a sí mismo siendo vendido en una venta de compras en casa con el tema de Star Wars. Hamill apareció en episodios individuales de 3rd Rock from the Sun en 1997, Just Shoot Me! en 1998 y en dos episodios de seaQuest DSV en 1995 (como Tobias LeConte). También apareció en el episodio «Mind over Matter» de la serie de televisión de 1995 The Outer Limits.
Cuando la serie de juegos de computadora Wing Commander comenzó a usar escenas de video de movimiento completo, Hamill fue elegido como el protagonista de la serie, el coronel Christopher Blair, un papel que interpretó en Wing Commander III: Heart of the Tiger, Wing Commander IV: The Price of Freedom y Wing Commander: Prophecy. En la película Wing Commander de 1999, ambientada anteriormente en la serie, el personaje fue interpretado por Freddie Prinze, Jr., aunque Hamill tuvo un cameo de voz. Hamill aparece en Squadron 42, la campaña para un jugador del universo de juegos de computadora Star Citizen como el teniente comandante Steve «Old Man» Colton.
En 2003, Hamill protagonizó la obra de teatro para dos actores Six Dance Lessons in Six Weeks como el mordaz instructor de baile Michael Minetti. Tocó junto a Rue McClanahan durante la temporada en el Coconut Grove Playhouse en Miami, y junto a Polly Bergen cuando la producción se trasladó a Broadway.
Hamill también dirigió y protagonizó el cómic directo a DVD de 2004 Comic Book: The Movie. Un fanático de los cómics que asistió a convenciones de ciencia ficción y cómics antes de hacerse famoso, Hamill declaró que su personaje se basaba en una versión exagerada de sí mismo. Él y su equipo filmaron la mayor parte del «falso documental» durante la Convención Internacional de Cómics de San Diego de 2002 y reclutaron a Stan Lee, Kevin Smith, Bruce Campbell y Hugh Hefner en papeles pequeños. La película ganó un premio a la mejor película de estreno en DVD de acción en vivo en los Premios Exclusivos de DVD 2005.
En 2011, Hamill apareció como villano en la quinta temporada de la serie Chuck de la NBC.
Hamill también apareció en la serie de televisión Criminal Minds en los dos últimos episodios de la octava temporada como John Curtis, también conocido como «El Replicador», un asesino en serie que ha estado acechando al equipo de BAU durante la octava temporada del programa. También hizo una aparición especial junto a George Takei en el final de la primera temporada de la comedia de situación de ABC The Neighbors como Comandante Bill.
Hamill no protagonizó ninguna película de acción real durante varios años hasta 2011, cuando protagonizó la película húngara Thelomeris, en la que fue consultor creativo. La película fue la primera película de ciencia ficción convencional que se estrenó en Hungría.
Al año siguiente, Hamill protagonizó dos películas de acción real más, la película de terror británica Airborne y la pequeña película independiente Sushi Girl. Airborne tuvo una recepción negativa por parte de la crítica y el público. Hamill dijo en una entrevista que Sushi Girl fue un gran desafío para él ya que lo sacó de su zona de confort ya que era una película tan oscura. No aceptó el papel hasta que recibió el aliento de su hija, quien dijo que sería una locura no aceptarlo.
En 2014, Hamill interpretó a James Arnold, profesor académico del Imperial College London y experto en cambio climático, en la película Kingsman: The Secret Service. Además, repitió su papel de Trickster en la serie de acción en vivo de The CW de 2014, The Flash, en el decimoséptimo episodio de la primera temporada, el noveno episodio de la segunda temporada y el noveno episodio de la tercera temporada.
Protagonizó la película Con Man de 2018, una película independiente sobre la vida de Barry Minkow, el famoso estafador. Hamill interpretó al padre de Minkow, Robert Minkow.
Hamill apareció en la segunda temporada de la serie dramática de ficción histórica Knightfall, estrenada en 2019. Su papel es el maestro Talus, un templario veterano que entrena a los iniciados en el Templo de Chartres. Aparece también en un episodio de The Big Bang Theory.

## Filmografía
- Películas y series de televisión más relevantes como actor:

1977: Star Wars: Episodio IV - Una nueva esperanza (Luke Skywalker)
1978: Corvette Summer
1980: Star Wars: Episodio V - El Imperio contraataca (Luke Skywalker)
1980: The Big Red One
1983: Star Wars: Episode VI - Return of the Jedi (Luke Skywalker)
1991: Earth Angel (Wayne Stein)
1993: Time Runner (Michael Raynor)
1995: Village of the Damned
2005: Avatar: La Leyenda de Aang
2013: Criminal Minds (Temporada 8 ep. 23-24) (The Replicator)
2014: Kingsman: The Secret Service
2014: The Flash
2015: Star Wars: Episodio VII - El despertar de la Fuerza (Luke Skywalker)
2017: Star Wars: Episodio VIII - Los últimos Jedi (Luke Skywalker)
2019: Star Wars: Episodio IX - El ascenso de Skywalker (Luke Skywalker)
2019: Knightfall
2019: Scooby-Doo and Guess Who?
2020: The Mandalorian
2020: Invencible
2022: The Book of Boba Fett
2023: La caída de la casa Usher
- Películas dirigidas:

2004: Comic Book: The Movie
2011: The Black Pearl

## Premios y nominaciones
| Año  | Organización                                   | Categoría                                     | Trabajo                            | Resultado |
| ---- | ---------------------------------------------- | --------------------------------------------- | ---------------------------------- | --------- |
| 1978 | Saturn Awards                                  | Mejor actor                                   | Star Wars                          | Nominado  |
| 1981 | Saturn Awards                                  | Mejor actor                                   | El Imperio contraataca             | Ganador   |
| 1984 | Saturn Awards                                  | Mejor actor                                   | Return of the Jedi                 | Ganador   |
| 1985 | Drama Desk Awards                              | Mejor interpretación en Musical               | Harrigan 'N Hart                   | Nominado  |
| 1988 | CableACE Awards                                | Actor in a Dramatic Series                    | Alfred Hitchcock Presents          | Nominado  |
| 1994 | Annie Awards                                   | Voice Acting in a Television Production       | Batman: The Animated Series        | Nominado  |
| 2001 | Annie Awards                                   | Voice Acting in a Feature Production          | Batman Beyond: Return of the Joker | Nominado  |
| 2006 | DVD Exclusive Awards                           | Mejor animación de carácter animado           | Batman Beyond: Return of the Joker | Ganador   |
| 2010 | Interactive Achievement Awards                 | Mejor actuación                               | Batman: Arkham Asylum              | Ganador   |
| 2010 | NAVGTR Awards                                  | Mejor interpretación de drama                 | Batman: Arkham Asylum              | Ganador   |
| 2012 | Spike Video Game Awards                        | Mejor interpretación masculina humana         | Batman: Arkham City                | Nominado  |
| 2012 | British Academy Games Awards                   | Mejor actuación                               | Batman: Arkham City                | Ganador   |
| 2014 | Annie Awards                                   | Mejor actor de voz en TV                      | Regular Show                       | Nominado  |
| 2015 | Daytime Emmy Awards                            | Mejor interpretación de programa de animación | Star Wars: The Clone Wars          | Nominado  |
| 2015 | The Game Awards                                | Mejor interpretación                          | Batman: Arkham Knight              | Nominado  |
| 2016 | British Academy Games Awards                   | Mejor interpretación                          | Batman: Arkham Knight              | Nominado  |
| 2016 | National Academy of Video Game Trade Reviewers | Actor de Drama                                | Batman: Arkham Knight              | Ganador   |
| 2017 | Disney Legends                                 | Trayectoria cinematográfica                   | Star Wars                          | Ganador   |